# 渋谷高等学院
渋谷高等学院（しぶやこうとうがくいん）は、1995年（平成7年）に開校したサポート校。長森修三学院長。日本オルタナティブスクール協会加盟校。渋谷本校、町田校、立川校、横浜校、大宮校を運営していたが、2015年3月31日をもって閉校した。
開校当時は「勉強を教える」ばかりではなく、音楽、声優、演劇、サッカー等のユニークな各種のコースを設置していた。また、臨床心理士を配置するなど、不登校を経験した生徒に配慮を行なっていた。さらには、登校拒否文化医学研究所と協力し、「信頼しあえるカウンセラーを探す会」の事務局を担ってもいた。

## 歴史
- 1995年4月 - 開校
- 1997年3月 - 1回目の卒業式を迎え、男子2名・女子5名が卒業する。
- 2015年3月31日 - あずさ第一高等学校に吸収され閉校。

## 教員
- 長森修三：学院長
- 丹羽正一：副学院長
- 平良伊津美：作曲家（1995年 - 1998年まで在籍）
- 立川俊之：大事MANブラザーズバンド

## 出身著名人
- 中ノ森文子（中ノ森BAND)
- 木下優樹菜（元タレント）
- 三浦大知（歌手）
- ブリアナ・ギガンテ（YouTuber,ショーダンサー,ドラァグクイーン）
- 下田美咲（タレント）
- 野寺和音（サッカー）

## 関連書籍
- 長森修三 『好きなコトに一生懸命、自分らしく高校卒業 - 不登校・高校中退からの再出発』 ISBN 4902776057（2005年）